# Joe Fonda

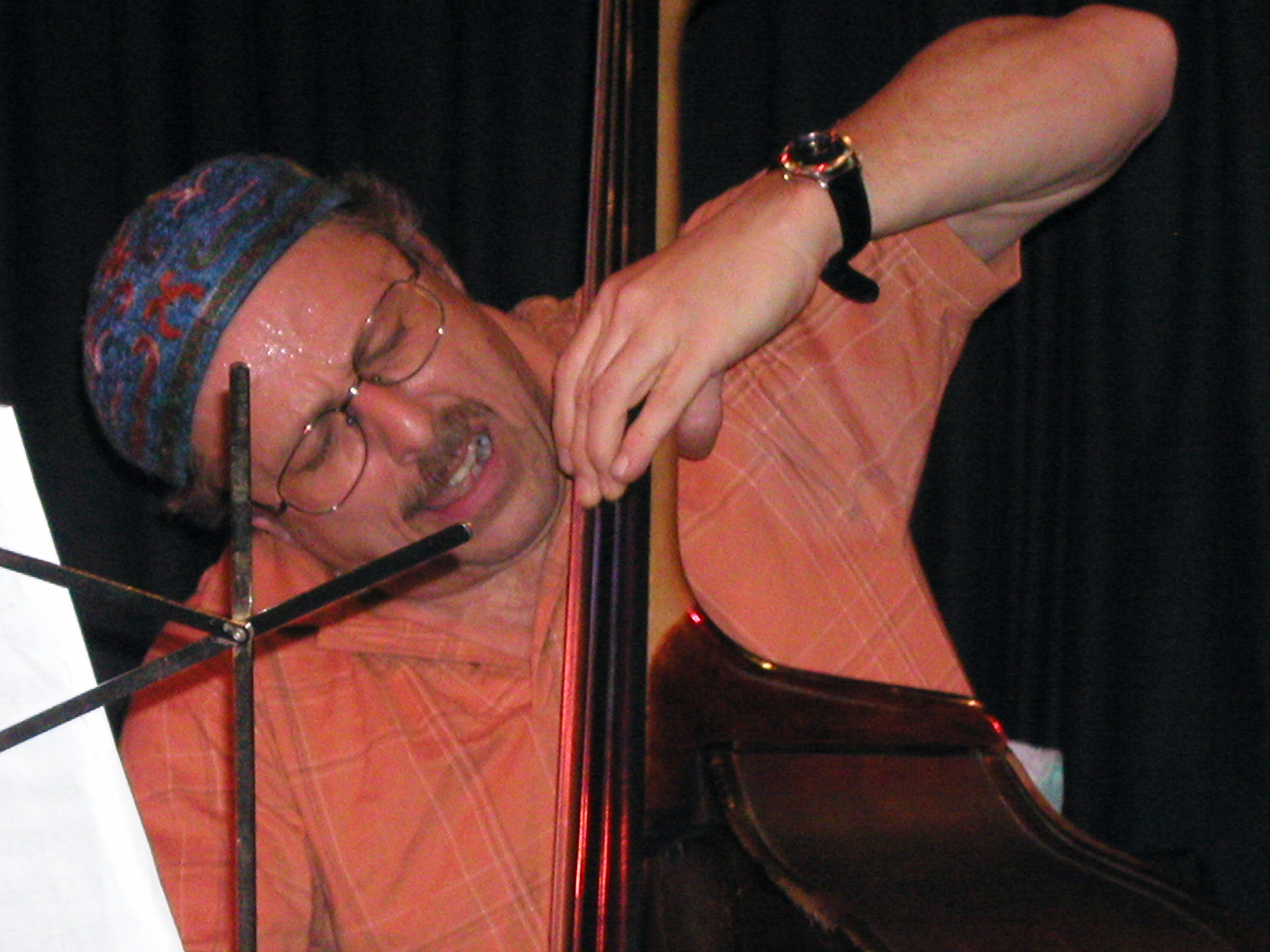
Joe Fonda mit der Nu Band am 23. Januar 2005 im club W71

Joe Fonda (* 16. Dezember 1954 in Amsterdam/New York) ist ein US-amerikanischer Jazzbassist.

## Leben und Wirken
Fonda, der aus einer Musikerfamilie stammt, spielte zunächst Gitarre und studierte Anfang der 1970er Bass an der Berklee School of Music. Nach Abschluss der Ausbildung veröffentlichte er sein erstes Album als Bandleader Looking for the Lake.
In den 1980er Jahren trat er in der Region um New Haven auf und war (1982–85) als Bassist und Tänzer Mitglied der Sonomama Dance Company. 1983 nahm er das Album Procession of the Great Ancestry mit Wadada Leo Smith auf, dessen Creative Musicians’ Improvisers Forum and Orchestra er von 1979 bis 1985 angehörte.
Von 1984 bis 1999 war Fonda Mitglied verschiedener Bands von Anthony Braxton. Von 1994 bis 1999 war er im Vorstand (seit 1997 Vorsitzender) der Tri-Centric Foundation und Mitglied des von Braxton geleiteten Tri-Centric Orchestra. Auch bei der Premiere von Braxtons Oper Shalla Fears for the Poor 1996 in New York spielte er den Bass.
Mit Michael Jefry Stevens leitete Fonda ab 1992 die Fonda-Stevens-Group, eine Quartett- bzw. Quintettformation, die erweitert um die Tänzerin Brenda Bufolino und die Sängerin Vicki Dodd das Album From the Source aufnahm. Außerdem leitete er ein eigenes Quintett, das kollaborative Quartett Conference Call (mit Gebhard Ullmann, Michael Jefry Stevens und wechselnden Schlagzeugern, u. a. Han Bennink, ab 1999) und trat im Duo mit der Guzheng-Spielerin Xu Fengxia auf. Mit Barry Altschul und Billy Bang gründete er das FAB Trio. In Deutschland trat Fonda auch mit Patrick Bebelaar und Herbert Joos auf. Mit dem OGJB Qurtet (mit Oliver Lake, Graham Haynes und Barry Altschul) legte er 2022 das Album Ode to O vor. Als Sideman trat Fonda u. a. mit Archie Shepp, Ken McIntyre, Lou Donaldson, Bill und Kenny Barron, Perry Robinson, Dave Douglas, Curtis Fuller, Mark Whitecage, Marion Brown und Bill Dixon auf.

## Diskographie Auswahl
- Looking for the Lake mit Cliff White, Tim Moran, Claire Arenius, 1980
- The Wish mit Laura Arbuckle, Herb Robertson, Mark Whitecage, Michael Jefry Stevens, Harvey Sorgen, 1993–95
- What We’re Hearing mit Carlo Morena, Jeff Hirshfield, 1994
- Parallel Lines mit Herb Robertson, Mark Whitecage, Michael Jefry Stevens, Harvey Sorgen, 1994–95
- 10 Compositions (Duet) 1995 mit Anthony Braxton
- From the Source mit Anthony Braxton, Herb Robertson, Vickie Dodd, Brenda Bufalino, Grisha Alexiev, 1996
- Live from Brugge mit Michael Jefry Stevens, Herb Robertson, Mark Whitecage, Harvey Sorgen, 1997
- Evolution mit Michael Jefry Stevens, Herb Robertson, Mark Whitecage, Harvey Sorgen, 1997
- Songs of Nature and Love mit Mike Heffley, Pheeroan akLaff, 1997–2000
- Re:Guarding 1: Collaborations with Dead and Living Males and Females from Different Gene Pools mit Mike Heffley, Royal Hartigan, 1998
- Full Circle Suite mit Gebhard Ullmann, Chris Jonas, Taylor Ho Bynum, Kevin Norton, 1999
- When It’s Time, Soloalbum, 1999
- Distance mit Xu Fengxia, 1999
- Bottoms Out mit Kevin Norton, Michael Jefry Stevens, Mark Whitecage, David Bindman, David Schumacher, Robert DeBellis, Sam Furnace, Steve Swell, Jim Leff, 1999
- Live at the Bunker mit Paul Smoker, Michael Jefry Stevens, Harvey Sorgen, 2000
- Step-In mit Carlo Morena, Jeff Hirshfield, 2000
- The Healing mit Herb Robertson, Michael Jefry Stevens, Harvey Sorgen, 2000
- Blisters mit Gilbert Isbin, 2001
- …at any other Time mit Nicole Metzger, Michael Jefry Stevens, Harvey Sorgen, 2001
- Heat Suite in Four Parts mit Joe McPhee, Cliff White, Ben Karetnick, 2002
- Twelve Improvisations mit Herb Robertson, Daunik Lazro, Michael Jefry Stevens, Harvey Sorgen, 2002
- When the Lost Becomes Found mit Jimmy Williams, Herb Robertson, Michael Jefry Stevens, Harvey Sorgen, 2002
- Transforming the Space mit Barry Altschul, Billy Bang, 2003
- Live at Alte Paketpost mit Herb Robertson, Michael Jefry Stevens, Harvey Sorgen, 2003
- Separate Realities mit André Goudbeek, Xu Fengxia, 2004
- Forever Real mit Herb Robertson, Michael Jefry Stevens, Harvey Sorgen, Napoleon Maddox, 2004
- Live at Iron Works, Vancouver, BC mit Billy Bang, Barry Altschul, 2004
- Cup of Joe, No Bull mit Katie Bull, 2004
- Loaded Basses mit Claire Daly, Joe Daley, Gebhard Ullmann, Michael Rabinowitz, Gerry Hemingway, 2005
- Silent Cascade mit Bruno Angelini, Ramón López, 2005
- Trio mit Michael Jefry Stevens, Harvey Sorgen, 2006
- Live at the Gulbenkian Jazz Em Agosto Festival August 2007 mit Claire Daly, Gebhard Ullmann, Michael Rabinowitz, Joe Daley, Gerry Hemingway
- The Four O’Clock Session mit Mike Rabinowitz, Patrick Bebelaar, dml-records
- Between Shadows and Light mit Herbert Joos, Patrick Bebelaar, Double Moon Records
- Satoko Fujii / Joe Fonda: Duet (Long Song Records, 2016)